# روس غرينوود
روس غرينوود (بالإنجليزية: Ross Greenwood)‏ (1 نوفمبر 1985 في المملكة المتحدة - ) هو لاعب كرة قدم بريطاني في مركز الوسط. لعب مع ستوكبورت كونتي وشيفيلد وينزداي ومانشستر يونايتد ونادي يورك سيتي ونادي غاينسبورو ترينيتي.

## وصلات خارجية
- روس غرينوود على موقع قاعدة بيانات كرة القدم.إي يو (الإنجليزية)
- روس غرينوود على موقع Soccerbase.com (لاعب) (الإنجليزية)